# Bơi lội tại Đại hội Thể thao Đông Nam Á 2015
Bơi lội tại Đại hội Thể thao Đông Nam Á năm 2015 được tổ chức tại Trung tâm Thể thao Dưới nước OCBC, nằm trong Khu liên hợp thể thao Singapore (Singapore Sports Hub) tại Kallang, Singapore, từ ngày 6 đến ngày 11 tháng 6 năm 2015. Được xây dựng chỉ một năm trước đó, địa điểm này lần đầu tiên đăng cai tổ chức một kỳ Đại hội Thể thao Đông Nam Á. Trước đó, nơi đây đã được sử dụng để tổ chức Giải vô địch bơi lội Đông Nam Á lần thứ hai năm 2014, đóng vai trò như một đợt thử nghiệm cho ban tổ chức. Các tình nguyện viên của Đại hội năm 2015 cũng đã được huy động tham gia giải năm 2014 nhằm làm quen với địa điểm thi đấu mới.
Là một trong những môn thể thao thế mạnh truyền thống và được ví như “mỏ vàng huy chương” của Singapore, bơi lội mang đến kỳ vọng rất lớn cho đoàn chủ nhà về một kỳ đại hội thành công với số lượng huy chương kỷ lục. Trong đó, hai vận động viên nam nổi bật là Joseph Schooling và Quah Zheng Wen được kỳ vọng sẽ gánh vác trách nhiệm chủ lực, khi lần lượt đăng ký thi đấu ở 9 và 12 nội dung. Các vận động viên đáng chú ý khác của Singapore gồm có Quah Ting Wen, Tao Li và Danny Yeo.
Môn thể thao dưới nước này bao gồm 38 nội dung thi đấu hồ dài (long course), chia đều thành 19 nội dung nam và 19 nội dung nữ. Đây cũng là lần đầu tiên 6 nội dung từng bị loại khỏi chương trình thi đấu của đại hội năm 2013 tại Myanmar được khôi phục trở lại.
Indonesia, Thái Lan và Việt Nam là những đối thủ chính được dự đoán sẽ tạo ra sự cạnh tranh mạnh mẽ với tham vọng thống trị của Singapore. Đặc biệt, vận động viên Nguyễn Thị Ánh Viên của Việt Nam đã có màn trình diễn xuất sắc khi tranh tài ở 12 nội dung thi đấu, trở thành một trong những vận động viên nổi bật nhất giải.

## Quốc gia tham dự
Tổng cộng có 129 vận động viên đến từ 9 quốc gia tham gia tranh tài môn bơi lội tại Đại hội Thể thao Đông Nam Á 2015
- Campuchia (7)
- Indonesia (22)
- Lào (4)
- Malaysia (17)
- Myanmar (3)
- Philippines (12)
- Singapore (29)
- Thái Lan (27)
- Việt Nam (8)

## Nội dung thi đấu
Trong hầu hết các kỳ Đại hội, chương trình thi đấu môn bơi thường bám sát theo hệ thống thi đấu của Thế vận hội Olympic, bao gồm 32 nội dung hồ bơi, ngoại trừ hai nội dung bơi đường trường 10 km. Tuy nhiên, tại kỳ đại hội năm 2011, sáu nội dung không nằm trong hệ thống Olympic – bao gồm các cự ly ngắn 50 mét cho các kiểu bơi ngửa, bơi ếch và bơi bướm – đã được đưa vào thi đấu. Mặc dù những nội dung này lại bị loại bỏ ở kỳ đại hội năm 2013, Singapore đã tái đưa trở lại chương trình 38 nội dung tại kỳ đại hội năm 2015 nhằm tận dụng thế mạnh vượt trội của mình ở môn bơi lội.
Các nội dung thi đấu (tất cả đều là nội dung hồ dài, đơn vị đo là mét, trừ khi có ghi chú khác):
- Tự do (freestyle): 50, 100, 200, 400, 800 (nữ), và 1.500 (nam)
- Ngửa (backstroke): 50, 100, 200
- Ếch (breaststroke): 50, 100, 200
- Bướm (butterfly): 50, 100, 200
- Hỗn hợp cá nhân (individual medley): 200, 400
- Tiếp sức (relay): 4×100 tự do, 4×200 tự do, 4×100 hỗn hợp

### Lịch thi đấu
Lịch thi đấu của môn bơi diễn ra theo hai phiên mỗi ngày, tương tự như các kỳ đại hội trước. Vòng loại (nếu có) sẽ được tổ chức vào buổi sáng, tiếp theo là các lượt chung kết vào buổi tối:
M = Phiên sáng , E = Phiên tối
| Ngày →                   | 6 tháng 6 | 6 tháng 6 | 7 tháng 6 | 7 tháng 6 | 8 tháng 6 | 8 tháng 6 | 9 tháng 6 | 9 tháng 6 | 10 tháng 6 | 10 tháng 6 | 11 tháng 6 | 11 tháng 6 |
| Nội dung ↓               | M         | E         | M         | E         | M         | E         | M         | E         | M          | E          | M          | E          |
| ------------------------ | --------- | --------- | --------- | --------- | --------- | --------- | --------- | --------- | ---------- | ---------- | ---------- | ---------- |
| 50 m tự do               |           |           |           |           | H         | F         |           |           |            |            |            |            |
| 100 m tự do              |           |           | H         | F         |           |           |           |           |            |            |            |            |
| 200 m tự do              | H         | F         |           |           |           |           |           |           |            |            |            |            |
| 400 m tự do              |           |           |           |           |           |           |           |           |            |            | H          | F          |
| 1500 m tự do             |           |           |           |           |           |           |           |           | F          | F          |            |            |
| 50 m bơi ngửa            |           |           |           |           |           |           |           |           |            |            | H          | F          |
| 100 m bơi ngửa           | H         | F         |           |           |           |           |           |           |            |            |            |            |
| 200 m bơi ngửa           |           |           |           |           | H         | F         |           |           |            |            |            |            |
| 50 m bơi ếch             |           |           |           |           |           |           |           |           |            |            | H          | F          |
| 100 m bơi ếch            |           |           | H         | F         |           |           |           |           |            |            |            |            |
| 200 m bơi ếch            | H         | F         |           |           |           |           |           |           |            |            |            |            |
| 50 m bơi bướm            |           |           |           |           |           |           |           |           | H          | F          |            |            |
| 100 m bơi bướm           |           |           |           |           |           |           | H         | F         |            |            |            |            |
| 200 m bơi bướm           |           |           |           |           | H         | F         |           |           |            |            |            |            |
| 200 m hỗn hợp cá nhân    |           |           |           |           |           |           |           |           | H          | F          |            |            |
| 400 m hỗn hợp cá nhân    |           |           |           |           |           |           | H         | F         |            |            |            |            |
| 4×100 m tiếp sức tự do   |           |           |           |           |           |           |           | F         |            |            |            |            |
| 4×200 m tiếp sức tự do   |           |           |           | F         |           |           |           |           |            |            |            |            |
| 4×100 m tiếp sức hỗn hợp |           |           |           |           |           |           |           |           |            |            |            | F          |

| Ngày →                   | 6 tháng 6 | 6 tháng 6 | 7 tháng 6 | 7 tháng 6 | 8 tháng 6 | 8 tháng 6 | 9 tháng 6 | 9 tháng 6 | 10 tháng 6 | 10 tháng 6 | 11 tháng 6 | 11 tháng 6 |
| Nội dung ↓               | M         | E         | M         | E         | M         | E         | M         | E         | M          | E          | M          | E          |
| ------------------------ | --------- | --------- | --------- | --------- | --------- | --------- | --------- | --------- | ---------- | ---------- | ---------- | ---------- |
| 50 m tự do               |           |           |           |           |           |           |           |           |            |            | H          | F          |
| 100 m tự do              |           |           |           |           | H         | F         |           |           |            |            |            |            |
| 200 m tự do              |           |           |           |           |           |           | H         | F         |            |            |            |            |
| 400 m tự do              |           |           |           |           |           |           |           |           | H          | F          |            |            |
| 800 m tự do              | F         | F         |           |           |           |           |           |           |            |            |            |            |
| 50 m bơi ngửa            |           |           |           |           | H         | F         |           |           |            |            |            |            |
| 100 m bơi ngửa           |           |           |           |           |           |           | H         | F         |            |            |            |            |
| 200 m bơi ngửa           |           |           | H         | F         |           |           |           |           |            |            |            |            |
| 50 m bơi ếch             |           |           |           |           |           |           |           |           | H          | F          |            |            |
| 100 m bơi ếch            |           |           |           |           | H         | F         |           |           |            |            |            |            |
| 200 m bơi ếch            |           |           |           |           |           |           |           |           |            |            | H          | F          |
| 50 m bơi bướm            |           |           | H         | F         |           |           |           |           |            |            |            |            |
| 100 m bơi bướm           |           |           |           |           |           |           |           |           |            |            | H          | F          |
| 200 m bơi bướm           |           |           |           |           |           |           | H         | F         |            |            |            |            |
| 200 m hỗn hợp cá nhân    |           |           | H         | F         |           |           |           |           |            |            |            |            |
| 400 m hỗn hợp cá nhân    | H         | F         |           |           |           |           |           |           |            |            |            |            |
| 4×100 m tiếp sức tự do   |           | F         |           |           |           |           |           |           |            |            |            |            |
| 4×200 m tiếp sức tự do   |           |           |           |           |           | F         |           |           |            |            |            |            |
| 4×100 m tiếp sức hỗn hợp |           |           |           |           |           |           |           |           |            | F          |            |            |

## Tóm tắt kết quả
Singapore đã có màn trình diễn tốt nhất từ trước đến nay ở môn bơi lội tại Đại hội Thể thao Đông Nam Á, giành hơn một nửa tổng số huy chương vàng được trao. Joseph Schooling và Quah Zheng Wen đóng góp tổng cộng 10 huy chương vàng, đồng thời phá 9 kỷ lục đại hội, trong đó Schooling giành chiến thắng ở toàn bộ các nội dung tham dự, còn Quah giành 4 huy chương vàng. Cả hai cũng góp mặt trong các đội tiếp sức của Singapore và cùng thiết lập kỷ lục mới ở cả ba nội dung tiếp sức nam.
Ở nhóm nữ, các nội dung cá nhân chứng kiến sự áp đảo của Nguyễn Thị Ánh Viên (Việt Nam) với 8 huy chương vàng, trở thành nữ kình ngư nổi bật nhất giải. Trong khi đó, đội tuyển nữ Singapore giành 7 huy chương vàng cá nhân, đồng thời toàn thắng cả ba nội dung tiếp sức, bao gồm kỷ lục đại hội mới ở nội dung 4×100 m hỗn hợp.

### Bảng huy chương
| Hạng               | Đoàn               | Vàng | Bạc | Đồng | Tổng số |
| ------------------ | ------------------ | ---- | --- | ---- | ------- |
| 1                  | Singapore (SIN)    | 23   | 12  | 7    | 42      |
| 2                  | Việt Nam (VIE)     | 10   | 2   | 4    | 16      |
| 3                  | Malaysia (MAS)     | 3    | 4   | 4    | 11      |
| 4                  | Thái Lan (THA)     | 1    | 10  | 5    | 16      |
| 5                  | Indonesia (INA)    | 1    | 8   | 7    | 16      |
| 6                  | Philippines (PHI)  | 0    | 2   | 11   | 13      |
| Tổng số (6 đơn vị) | Tổng số (6 đơn vị) | 38   | 38  | 38   | 114     |

### Nam
| Nội dung | Vàng | Vàng        | Bạc | Bạc         | Đồng | Đồng     |
| --- | --- | ----------- | --- | ----------- | --- | -------- |
| 50 m tự do | Joseph Isaac Schooling · Singapore | 22.47 GR    | Napat Wesshasartar · Thái Lan | 23.08       | Triady Fauzi Sidiq · Indonesia | 23.11    |
| 100 m tự do | Joseph Isaac Schooling · Singapore | 48.58 GR    | Quah Zheng Wen · Singapore | 49.91       | Hoàng Quý Phước · Việt Nam | 50.60    |
| 200 m tự do | Hoàng Quý Phước · Việt Nam | 1.48.96 GR  | Quah Zheng Wen · Singapore | 1.49.17 NR  | Welson Sim Wee Sheng · Malaysia | 1.50.73  |
| 400 m tự do | Welson Sim Wee Sheng · Malaysia | 3:53.97 GR  | Jessie Khing Lacuna · Philippines | 3:55.34     | Pang Sheng Jun · Singapore | 3:57.60  |
| 1500 m tự do | Lâm Quang Nhật · Việt Nam | 15.31.03 GR | Aflah Fadlan Prawira · Indonesia | 15:38.23 NR | Kevin Yeap Soon Choy · Malaysia | 15:55.69 |
| | |             | |             | |          |
| 50 m bơi ngửa | Quah Zheng Wen · Singapore | 25.27 GR    | I Gede Siman Sudartawa · Indonesia | 25.34       | Kasipat Chograthin · Thái Lan | 25.78    |
| 100 m bơi ngửa | Quah Zheng Wen · Singapore | 54.51 GR    | I Gede Siman Sudartawa · Indonesia | 55.60       | Trần Duy Khôi · Việt Nam | 56.31 NR |
| 200 m bơi ngửa | Quah Zheng Wen · Singapore | 2:00.55 GR  | Trần Duy Khôi · Việt Nam | 2:02.44 NR  | Ricky Anggawidjaja · Indonesia | 2:03.03  |
| | |             | |             | |          |
| 50 m bơi ếch | Indra Gunawan · Indonesia | 28.27       | Joshua Hall · Philippines | 28.32       | Wong Fu Kang · Malaysia | 28.67    |
| 100 m bơi ếch | Wong Fu Kang · Malaysia | 1:02.46 NR  | Radomyos Matjiur · Thái Lan | 1:02.63     | Joshua Hall · Philippines | 1:02.87  |
| 200 m bơi ếch | Radomyos Matjiur · Thái Lan | 2:14.83     | Lionel Khoo · Singapore | 2:16.66 NR  | Cheong Ee Hong Christopher · Singapore | 2:16.99  |
| | |             | |             | |          |
| 50 m bơi bướm | Joseph Isaac Schooling · Singapore | 23.49 GR    | Glenn Victor Sutanto · Indonesia | 24.12       | Quah Zheng Wen · Singapore | 24.36    |
| 100 m bơi bướm | Joseph Isaac Schooling · Singapore | 52.13 GR    | Glenn Victor Sutanto · Indonesia | 52.90 NR    | Triady Fauzi Sidiq · Indonesia | 53.98    |
| 200 m bơi bướm | Joseph Isaac Schooling · Singapore | 1:55.73 GR  | Quah Zheng Wen · Singapore | 1:56.79     | Jessie Khing Lacuna · Philippines | 2:00.89  |
| | |             | |             | |          |
| 200 m hỗn hợp cá nhân | Joseph Isaac Schooling · Singapore | 2:00.66 GR  | Quah Zheng Wen · Singapore | 2:02.22     | Jessie Khing Lacuna · Philippines | 2:02.24  |
| 400 m hỗn hợp cá nhân | Quah Zheng Wen · Singapore | 4:23.50     | Pang Sheng Jun · Singapore | 4:24.81     | Trần Duy Khôi · Việt Nam | 4:26.29  |
| | |             | |             | |          |
| 4×100 m tiếp sức tự do | Singapore (SIN) - Joseph Isaac Schooling (49.74) - Danny Yeo Kai Quan (50.56) - Clement Lim (49.81) - Quah Zheng Wen (49.48)               | 3:19.59 GR  | Malaysia (MAS) - Tan Yean Yang Alwyn (51.63) - Welson Sim Wee Sheng (51.26) - Lim Ching Hwang (51.84) - Daniel Bego (50.82)            | 3:25.55 NR  | Indonesia (INA) - Triady Fauzi Sidiq (51.28) - Alexis Wijaya Ohmar (52.04) - Ricky Anggawidjaja (51.58) - Glenn Victor Sutanto (51.02)                  | 3:25.92  |
| 4×200 m tiếp sức tự do | Singapore (SIN) - Joseph Isaac Schooling (1:47.79 GR) - Danny Yeo Kai Quan (1:50.45) - Pang Sheng Jun (1:51.33) - Quah Zheng Wen (1:48.57) | 7:18.14 GR  | Malaysia (MAS) - Daniel Bego (1:53.01) - Welson Sim Wee Sheng (1:51.23) - Lim Ching Hwang (1:52.04) - Yeap Soon Choy Kevin (1:53.85)   | 7:30.13     | Indonesia (INA) - Triady Fauzi Sidiq (1:54.28) - Ricky Anggawijaya (1:54.44) - Aflah Fadlan Prawira (1:53.35) - Satrio Bagaskara Gunadi Putra (1:53.56) | 7:35.63  |
| 4×100 m tiếp sức hỗn hợp | Singapore (SIN) - Quah Zheng Wen (54.81) - Lionel Khoo (1:02.33) - Joseph Isaac Schooling (51.50) - Clement Lim (49.61)                    | 3:38.25 GR  | Indonesia (INA) - I Gede Siman Sudartawa (55.78) - Indra Gunawan (1:02.18) - Glenn Victor Sutanto (53.33) - Triady Fauzi Sidiq (50.81) | 3:42.10     | Thái Lan (THA) - Kasipat Chograthin (57.77) - Radomyos Matjiur (1:01.95) - Navaphat Wongcharoen (55.38) - Napat Wesshasartar (50.57)                    | 3:45.67  |
| AS Kỷ lục châu Á \| GR Kỷ lục đại hội \| WR Kỷ lục thế giới NR Kỷ lục quốc gia (Bất kỳ kỷ lục thế giới nhất thiết cũng là một kỷ lục đại hội, châu Á và quốc gia. Kỷ lục châu Á cũng là kỷ lục đại hội và quốc gia.) | |             | |             | |          |

### Nữ
| Nội dung | Vàng | Vàng       | Bạc | Bạc        | Đồng | Đồng       |
| --- | --- | ---------- | --- | ---------- | --- | ---------- |
| 50 m tự do | Lim Xiang Qi Amanda · Singapore | 25.59 GR   | Quah Ting Wen · Singapore | 25.60      | Jasmine Alkhaldi · Philippines | 25.79      |
| 100 m tự do | Quah Ting Wen · Singapore | 55.93 GR   | Nguyễn Thị Ánh Viên · Việt Nam | 56.05 NR   | Jasmine Alkhaldi · Philippines | 56.10      |
| 200 m freestyle | Nguyễn Thị Ánh Viên · Việt Nam | 1:59.27 GR | Natthanan Junkrajang · Thái Lan | 2:00.54    | Jasmine Alkhaldi · Philippines | 2:00.84    |
| 400 m tự do | Nguyễn Thị Ánh Viên · Việt Nam | 4:08.66 GR | Khoo Cai Lin · Malaysia | 4:17.79    | Ammiga Himathongkom · Thái Lan | 4:20.20    |
| 800 m tự do | Nguyễn Thị Ánh Viên · Việt Nam | 8:34.85 GR | Ammiga Himathongkom · Thái Lan | 8:52.99    | Benjaporn Sriphanomthorn · Thái Lan | 8:56.39    |
| | |            | |            | |            |
| 50 m bơi ngửa | Tao Li · Singapore | 28.90 GR   | Shana Lim Jia Yi · Singapore | 29.36      | Nguyễn Thị Ánh Viên · Việt Nam | 29.40      |
| 100 m bơi ngửa | Tao Li · Singapore | 1:02.67    | Anak Agung Istri Kania Ratih Atmaja · Indonesia | 1:04.38 NR | Roxanne Ashley Yu · Philippines | 1:04.80    |
| 200 m bơi ngửa | Nguyễn Thị Ánh Viên · Việt Nam | 2:14.12 GR | Yessy Venisia Yosaputra · Indonesia | 2:17.17    | Roxanne Ashley Yu · Philippines | 2:18.45    |
| | |            | |            | |            |
| 50 m bơi ếch | Roanne Ho · Singapore | 31.45 GR   | Phee Jinq En · Malaysia | 32.46      | Erika Kong Chia Chia · Malaysia | 32.58      |
| 100 m bơi ếch | Phee Jinq En · Malaysia | 1:10.47    | Roanne Ho · Singapore | 1:11.78    | Samantha Louisa Ginn Yeo · Singapore | 1:11.87    |
| 200 m bơi ếch | Nguyễn Thị Ánh Viên · Việt Nam | 2:31.16    | Phiangkhwan Pawapotako · Thái Lan | 2:31.51    | Samantha Louisa Ginn Yeo · Singapore | 2:35.60    |
| | |            | |            | |            |
| 50 m bơi bướm | Tao Li · Singapore | 26.58 GR   | Quah Ting Wen · Singapore | 27.02      | Jasmine Alkhaldi · Philippines | 27.47      |
| 100 m bơi bướm | Tao Li · Singapore | 59.79      | Quah Ting Wen · Singapore | 1:00.30    | Jasmine Alkhaldi · Philippines | 1:01.00    |
| 200 m bơi bướm | Nguyễn Thị Ánh Viên · Việt Nam | 2:11.12 GR | Quah Ting Wen · Singapore | 2:14.50    | Sutasinee Pankaew · Thái Lan | 2:14.51    |
| | |            | |            | |            |
| 200 m hỗn hợp cá nhân | Nguyễn Thị Ánh Viên · Việt Nam | 2:13.53 GR | Phiangkhwan Pawapotako · Thái Lan | 2:18.56    | Yeo Ginn Samantha Louisa · Singapore | 2:18.77    |
| 400 m hỗn hợp cá nhân | Nguyễn Thị Ánh Viên · Việt Nam | 4:42.88 GR | Phiangkhwan Pawapotako · Thái Lan | 4:52.63    | Quah Jing Wen · Singapore | 4:59.52    |
| | |            | |            | |            |
| 4×100 m tiếp sức tự do | Singapore (SIN) - Nur Marina Chan Si Min (58.07) - Lim Xiang Qi Amanda (56.13) - Hoong En Qi (56.41) - Quah Ting Wen (55.99)                    | 3:46.60    | Thái Lan (THA) - Jenjira Srisa-Ard (58.25) - Kornkarnjana Sapianchai (56.92) - Benjaporn Sriphanomthorn (57.97) - Natthanan Junkrajang (56.48)           | 3:49.62    | Indonesia (INA) - Patricia Yosita Hapsari (57.99) - Kathriana Mella Gustianjani (58.79) - Sagita Putri Krisdewanti (58.01) - Ressa Kania Dewi (58.39)         | 3:53.18    |
| 4×200 m tiếp sức tự do | Singapore (SIN) - Chue Mun Ee Christie May (2:04.63) - Lim Xiang Qi Amanda (2:04.40) - Tseng Wei Wen Rachel (2:04.02) - Quah Ting Wen (1:59.90) | 8:12.95    | Thái Lan (THA) - Kornkarnjana Sapianchai (2:04.36) - Patarawadee Kittiya (2:03.93) - Benjaporn Sriphanomthorn (2:03.20) - Natthanan Junkrajang (2:01.94) | 8:13.43    | Indonesia (INA) - Sagita Putri Krisdewanti (2:05.95) - Ressa Kania Dewi (2:06.79) - Kathriana Mella Gustianjani (2:09.67) - Patricia Yosita Hapsari (2:08.56) | 8:30.97 NR |
| 4×100 m tiếp sức hỗn hợp | Singapore (SIN) - Tao Li (1:03.56) - Roanne Ho (1:09.66) - Quah Ting Wen (59.18) - Lim Xiang Qi Amanda (56.32)                                  | 4:08.72 GR | Thái Lan (THA) - Araya Wongvat (1:04.61) - Phiangkhwan Pawapotako (1:11.70) - Patarawadee Kittiya (1:01.32) - Natthanan Junkrajang (55.17)               | 4:12.80    | Philippines (PHI) - Roxanne Ashley Yu (1:05.32) - Imelda Corazon Wistey (1:14.36) - Hannah Dato (1:01.28) - Jasmine Alkhaldi (55.23)                          | 4:16.19    |
| AS Kỷ lục châu Á \| GR Kỷ lục đại hội \| WR Kỷ lục thế giới NR Kỷ lục quốc gia (Bất kỳ kỷ lục thế giới nhất thiết cũng là một kỷ lục đại hội, châu Á và quốc gia. Kỷ lục châu Á cũng là kỷ lục đại hội và quốc gia.) | |            | |            | |            |

## Kỷ lục đại hội

### Nam
| Nội dung                   | Ngày       | Vòng       | Vận động viên                                                                                                   | Quốc tịch | Thời gian | Kỷ lục | Ngày đại hội |
| -------------------------- | ---------- | ---------- | --- | --------- | --------- | ------ | ------------ |
| 100 m bơi ngửa             | 6 tháng 6  | Chung kết  | Quah Zheng Wen                                                                                                  | Singapore | 54.51     | GR     | 1            |
| 100 m tự do                | 7 tháng 6  | Chung kết  | Joseph Isaac Schooling                                                                                          | Singapore | 48.58     | GR     | 2            |
| 200 m tự do                | 6 tháng 6  | Chung kết  | Hoàng Quý Phước                                                                                                 | Việt Nam  | 1.48.96   | GR     | 1            |
| 200 m tự do                | 7 tháng 6  | Chung kết1 | Joseph Isaac Schooling                                                                                          | Singapore | 1:47.79   | GR     | 2            |
| 4 × 200 m tiếp sức tự do   | 7 tháng 6  | Chung kết  | Joseph Isaac Schooling (1:47.79) Yeo Kai Quan Danny (1:50.45) Pang Sheng Jun (1:51.33) Quah Zheng Wen (1:48.57) | Singapore | 7:18.14   | GR     | 2            |
| 50 m tự do                 | 8 tháng 6  | Chung kết  | Joseph Isaac Schooling                                                                                          | Singapore | 22.47     | GR     | 3            |
| 200 m bơi ngửa             | 8 tháng 6  | Chung kết  | Quah Zheng Wen                                                                                                  | Singapore | 2:00.55   | GR     | 3            |
| 200 m bơi bướm             | 8 tháng 6  | Chung kết  | Joseph Isaac Schooling                                                                                          | Singapore | 1:55.73   | GR     | 3            |
| 100 m bơi bướm             | 9 tháng 6  | Chung kết  | Joseph Isaac Schooling                                                                                          | Singapore | 52.13     | GR     | 4            |
| 4 × 100 m tiếp sức tự do   | 9 tháng 6  | Chung kết  | Joseph Isaac Schooling (49.74) Yeo Kai Quan Danny (50.56) Lim Yong'En Clement (49.81) Quah Zheng Wen (49.48)    | Singapore | 3:19.59   | GR     | 4            |
| 50 m bơi bướm              | 10 tháng 6 | Chung kết  | Joseph Isaac Schooling                                                                                          | Singapore | 23.49     | GR     | 5            |
| 1500 m tự do               | 10 tháng 6 | Chung kết  | Lâm Quang Nhật                                                                                                  | Việt Nam  | 15.31.03  | GR     | 5            |
| 200 m hỗn hợp cá nhân      | 10 tháng 6 | Chung kết  | Joseph Isaac Schooling                                                                                          | Singapore | 2:00.66   | GR     | 5            |
| 50 m bơi ngửa              | 11 tháng 6 | Chung kết  | Quah Zheng Wen                                                                                                  | Singapore | 25.27     | GR     | 6            |
| 400 m tự do                | 11 tháng 6 | Chung kết  | Welson Sim Wee Sheng                                                                                            | Malaysia  | 3:53.97   | GR     | 6            |
| 4 × 100 m tiếp sức hỗn hợp | 11 tháng 6 | Chung kết  | Quah Zheng Wen (54.81) Lionel Khoo (1:02.33) Joseph Isaac Schooling (51.50) Lim Yong'En Clement (49.61)         | Singapore | 3:38.25   | GR     | 6            |

1. ^ Kỷ lục đã được thiết lập trong nội dung tiếp sức 4 × 200 m tự do nam.

### Nữ
| Nội dung                   | Ngày       | Vòng      | Vận động viên                                                                                | Quốc tịch | Thời gian | Kỷ lục | Ngày đại hội |
| -------------------------- | ---------- | --------- | -------------------------------------------------------------------------------------------- | --------- | --------- | ------ | ------------ |
| 400 m hỗn hợp cá nhân      | 6 tháng 6  | Vòng loại | Nguyễn Thị Ánh Viên                                                                          | Việt Nam  | 4:43.93   | GR     | 1            |
| 800 m tự do                | 6 tháng 6  | Chung kết | Nguyễn Thị Ánh Viên                                                                          | Việt Nam  | 8:34.85   | GR     | 1            |
| 400 m hỗn hợp cá nhân      | 6 tháng 6  | Chung kết | Nguyễn Thị Ánh Viên                                                                          | Việt Nam  | 4:42.88   | GR     | 1            |
| 50 m bơi bướm              | 7 tháng 6  | Chung kết | Tao Li                                                                                       | Singapore | 26.58     | GR     | 2            |
| 200 m bơi ngửa             | 7 tháng 6  | Chung kết | Nguyễn Thị Ánh Viên                                                                          | Việt Nam  | 2:14.12   | GR     | 2            |
| 200 m hỗn hợp cá nhân      | 7 tháng 6  | Chung kết | Nguyễn Thị Ánh Viên                                                                          | Việt Nam  | 2:13.53   | GR     | 2            |
| 50 m bơi ngửa              | 8 tháng 6  | Chung kết | Tao Li                                                                                       | Singapore | 28.90     | GR     | 3            |
| 100 m tự do                | 8 tháng 6  | Chung kết | Quah Ting Wen                                                                                | Singapore | 55.93     | GR     | 3            |
| 200 m bơi bướm             | 9 tháng 6  | Chung kết | Nguyễn Thị Ánh Viên                                                                          | Việt Nam  | 2:11.12   | GR     | 4            |
| 200 m tự do                | 9 tháng 6  | Chung kết | Nguyễn Thị Ánh Viên                                                                          | Việt Nam  | 1:59.27   | GR     | 4            |
| 50 m bơi ếch               | 10 tháng 6 | Chung kết | Ho Ru'En Roanne                                                                              | Singapore | 31.45     | GR     | 5            |
| 400 m tự do                | 10 tháng 6 | Chung kết | Nguyễn Thị Ánh Viên                                                                          | Việt Nam  | 4:08.66   | GR     | 5            |
| 4 × 100 m tiếp sức hỗn hợp | 10 tháng 6 | Chung kết | Tao Li (1:03.56) Ho Ru'En Roanne (1:09.66) Quah Ting Wen (59.18) Lim Xiang Qi Amanda (56.32) | Singapore | 4:08.72   | GR     | 5            |
| 50 m tự do                 | 11 tháng 6 | Chung kết | Lim Xiang Qi Amanda                                                                          | Singapore | 25.59     | GR     | 6            |